# Фурманово (Приморский край)
Фу́рманово — село в Ольгинском районе Приморского края России. Входит в состав Молдавановского сельского поселения.

## География
Село находится в верховьях реки Аввакумовка, на автодороге местного значения, отходящей от трассы Р447 (до перекрёстка около 20 км), на расстоянии 56 км к северо-западу от посёлка городского типа Ольга, административного центра района.
С селом Ленино Чугуевского района соединено лесовозной дорогой длиной около 55 км (через перевал Арсеньева и главный хребет Сихотэ-Алинь). На запад по лесовозной дороге можно доехать до села Берёзовка Чугуевского района.

## Население
| 1915 | 2002 | 2008 | 2010 |
| ---- | ---- | ---- | ---- |
| 218  | ↘131 | ↘116 | ↘97  |

## Улицы
В селе имеются две улицы: Подгорная и Центральная. 

## Экономика
Основа экономики — лесозаготовки, сельское хозяйство. Активно развита охота и рыбалка, сбор дикоросов и даров тайги. В осеннее время в Аввакумовке организуется лицензионный лов кеты.